# Gotlands nation, Lund
Gotlands nation var en studentnation vid Lunds universitet verksam under slutet av 1700-talet.
Uppgifterna om denna nation är knapphändiga, men den tycks ha varit verksam under 1770- och 1780-talen. Efter nationens upplösande gick den upp i Blekingska nationen, varvid Gotlands nations eventuellt siste inspektor Gustaf Sommelius 1791 blev Blekingska nationens inspektor. Under 1800-talets första kvartssekel härstammade endast 25 av de totalt 382 inskrivna medlemmarna av Blekingska nationen från Gotland. Som en konsekvens av Gotlands nations uppgående i Blekingska nationen kunde Gustaf Sommelius efterträdare i ämbetet Nils Henrik Sjöborg i sin tur lägga sig till med den respektingivande titeln som inspektor för ”de förenade Blekings, Christianstads och Gottlands nationer”.